# Tom McCrorie
Thomas Fraser (Tom) McCrorie (Ayr, 25 januari 1917 – IJsselmeer, 23 juni 1943) was een Brits piloot bij de RAF.
McCrorie was een van de drie zoons van dr. John Andrew McCrorie en Margaret Fraser. Zijn vader emigreerde in 1921 naar Portugal. Tom zou rond zijn 17e ook naar Portugal zijn gegaan, maar keerde in 1940 naar het Verenigd Koninkrijk terug waar hij in december begon aan een pilotenopleiding bij de Royal Air Force. Op 31 augustus 1941 trad hij in het huwelijk met Joan Holder. In 1942 werd hun zoon Robert geboren.
McCrorie kwam in september 1941 in actieve dienst. Hij was achtereenvolgens gestationeerd op Oakington, Malta, en Chipping Warden, en vloog voornamelijk op Wellington bommenwerpers. Vervolgens werd hij in juni omgeschoold voor vliegen op Stirling bommenwerpers.
Hij kwam hierna bij 75 (NZ) Squadron RAF op RAF-vliegveld Newmarket.

## Overlijden

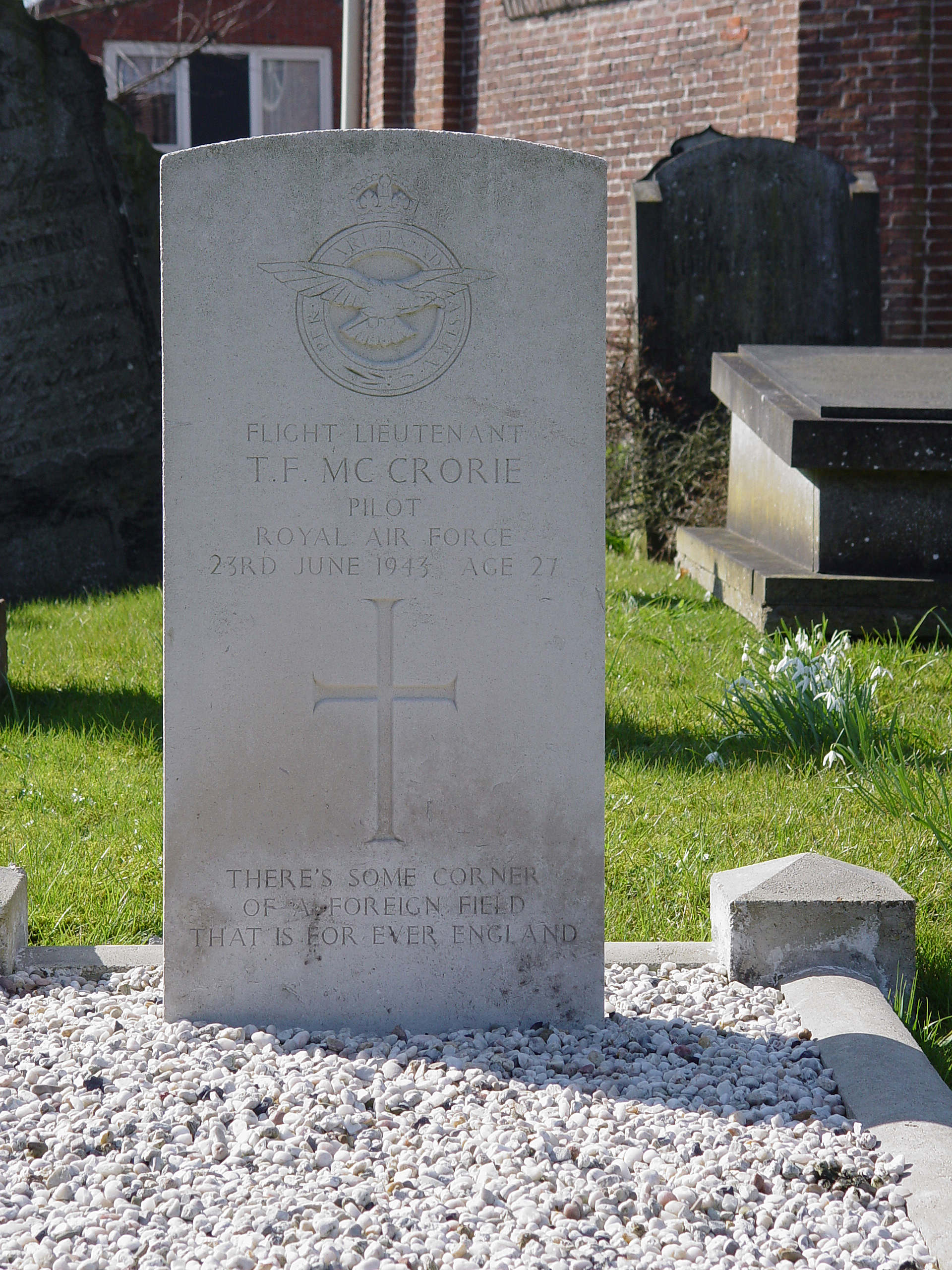
Grafsteen van Tom McCrorie

Op 22 juni 1943 steeg McCrorie om 23:48 uur op van RAF Newmarket in de Stirling III bommenwerper EH889. Behalve McCrorie waren nog zes bemanningsleden aan boord. Het doel was Mülheim an der Ruhr. De route voerde over Noordwijk en Bocholt naar Mülheim. Via een navigatiepunt ten zuidwesten van Mühlheim moest weer naar Noordwijk worden teruggevlogen, en vandaar naar de thuisbasis. Op 23 juni om 02:26 uur werd het toestel boven Nederland getroffen door Feldwebel Heinz Vinke, die in een nachtjager van Nachtjagdgeschwader 1 was opgestegen van Fliegerhorst Leeuwarden. De Stirling stortte in het IJsselmeer, op 8 km ten oosten van Oosterland. Alle zeven bemanningsleden kwamen hierbij om het leven. McCrorie spoelde aan bij Molkwerum. Hij ligt begraven op het Erehof Molkwerum, achter de Lebuïnuskerk. Op zijn grafsteen staat de regel There is some corner of a foreign field that is for ever England uit het gedicht The Soldier van Rupert Brooke.